# Paul Trio

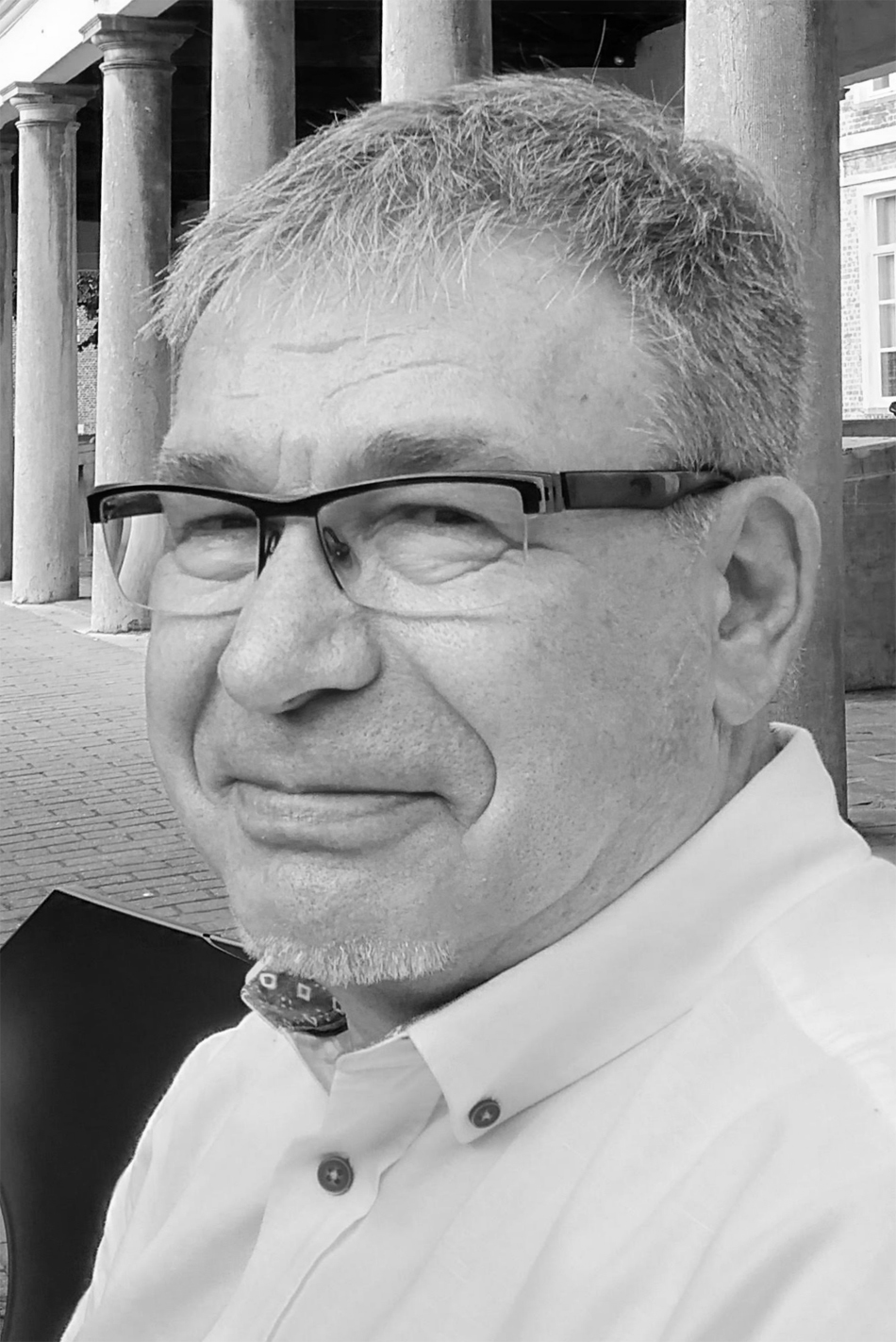
Paul Trio

Paul Trio (1958) is een Belgisch gewoon hoogleraar en historicus.

## Levensloop
Na zijn middelbare studies trok Trio naar de KULAK en vervolgens naar Leuven om geschiedenis te studeren. In 1989 promoveerde hij met een proefschrift over de Gentse broederschappen in de late middeleeuwen. Hij werd nadien assistent. Na zijn doctoraat werd hij benoemd tot docent en klom vervolgens op tot gewoon hoogleraar geschiedenis aan de Katholieke Universiteit Leuven en de KULAK. Hij was tevens studentendecaan aan de Kulak. In 2023 ging hij met emeritaat.
Zijn onderzoeksthema's behelzen: de Lage Landen in de middeleeuwen, meer bepaald volksdevotie, broederschappen (onder meer van studenten) en stadsgeschiedenis, opleiding van stadsambtenaren en clerici. Hij heeft hierover al uitgebreid gepubliceerd, zoals hieronder blijkt.
Hij is bestuurslid van het Genootschap voor Geschiedenis te Brugge sedert 1997, was redactiesecretaris van 2008 tot 2010 en is in september 2021 tot voorzitter verkozen in opvolging van de eerder dat jaar overleden André Vandewalle. Daarnaast is hij nog redactielid van diverse andere wetenschappelijk-historische tijdschriften.
Hij woont met zijn gezin in Avelgem.

## Publicaties

### Bijdragen in internationale wetenschappelijke tijdschriften
- Handel en wandel met een heilige: organisatie van en deelnemers aan de laatmiddeleeuwse Sint-Lievensprocessie vanuit de Gentse Sint-Baafsabdij naar Sint-Lievens-Houtem (tot 1540), in: Handelingen der Maatschappij voor geschiedenis en oudheidkunde te Gent, nieuwe reeks 61, 83-104, 2007
- (samen met M. De Smet,) The involvement of the late medieval urban authorities in the Low Countries with regard to the introduction of the Franciscan observance, in: Revue d'histoire ecclésiastique, 101(1), 37-88, 2006.
- (samen met A.J. Bijsterveld), Van gebedsverbroedering naar broederschap. De evolutie van het fraternitas-begrip in de Zuidelijke Nederlanden in de volle Middeleeuwen (II), in: Jaarboek voor Middeleeuwse Geschiedenis, 9, 1-46, 2006.
- Confraternities in the Low Countries and the increase in written source material in the Middle Ages, in Frühmittelalterliche Studien. Jahrbuch des Instituts für Frühmittelalterforschung der Universität Münster, 38, 415-426, 2004.
- (samen met A.J. Bijsterveld,) Van gebedsverbroedering naar broederschap: de evolutie van het fraternitas-begrip in de Zuidelijke Nederlanden in de volle Middeleeuwen, in: Jaarboek voor Middeleeuwse Geschiedenis, 6, 7-48, 2003.
- (samen met M. De Smet,) De verhouding tussen Kerk en stad in de Nederlanden in de late Middeleeuwen, onderzocht aan de hand van het interdict, in: Jaarboek voor Middeleeuwse Geschiedenis, 5, 247-274, 2003.
- (samen met W. Simons,) Begijnen, begarden en tertiarissen in het middeleeuwse Ieper, in: Jaarboek voor Middeleeuwse Geschiedenis, 4, 118-167, 2001.
- (samen met B. Bouckaert,) Trompers, pipers en luders in de Gentse Sint-Baafsabdij (14de-16de eeuw): over de muzikale opluistering van enkele processies, in: Musica antiqua: actuele informatie over oude muziek, 11, 150-155, 1994.

### Artikels in andere wetenschappelijke tijdschriften
- Merghelynck in de schijnwerpers, in: De Westhoek, 25(1-2), 123-126, 2008.
- (samen met M. De Smet,) Roeselaarse kapelaans in de Zonnebeekse databank (Doza), in: Biekorf, 108(2), 178-189, 2008
- De Digitale Ontsluiting van het Zonnebeekse Abdijarchief (Doza). Een primeur in Vlaanderen en een aanzet tot verder historisch onderzoek, in: Handelingen van het Genootschap voor geschiedenis te Brugge, 144, 371-391, 2007.
- Kroniek, in: De Westhoek, 22, 207-214, 2006.
- De grote sterfte van 1438-39 in Ieper. Nieuwe inzichten op basis van een rekening van de O.L.V.-broederschap van Parijse scholieren, in: Handelingen van het Genootschap voor geschiedenis te Brugge, 143, 227-245, 2006.
- Het archief van voor 1830 bewaard in het Stadsarchief van Oudenaarde, in: Handelingen van de Geschied- en Oudheidkundige Kring van Oudenaarde, van zijn Kastelnij en van den Lande tusschen Maercke en Ronne, 43, 15-36, 2006.
- (samen met M. De Smet,) DOZA of De digitale ontsluiting van het Zonnebeekse Abdij-archief, in: Signum, 17(2), 58-61, 2005.
- Dood maar niet vergeten: de gerestaureerde memorielijst van de Brugse schilders, in: Signum, 14(1), 8-11, 2002.
- De instelling van jaargetijden (anniversaria) in de Lage Landen tijdens de Middeleeuwen: een eerste balans, in: Signum, 13(1), 31-37, 2001.

### Andere boeken
- (samen met M. De Smet,) 'Geëxamimneert de tijtels ende pampieren'. Het verhaal van de Zonnebeekse augustijnerabdij 1072-1796, Roeselare, Roularta books, 2009.

### Editor van wetenschappelijke, internationaal erkende boeken
- The use and abuse of sacred places in late medieval towns, (Ed. P. Trio en M. De Smet), Leuven University Press, Leuven, 2006.
- In de voetsporen van Jacob van Maerlant. Liber amicorum Raf De Keyser. Verzameling opstellen over middeleeuwse geschiedenis en geschiedenisdidactiek. (Ed. R. Bauer, M. De Smet, B. Meijns en P. Trio), Universitaire pers, Leuven, 2002.

### Editor van andere boeken
- Arthur Merghelynck (1953-1908): passies van een edelman. (Ed. A. Morisse), Gent: Openbaar kunstbezit Vlaanderen, 2008.
- De oude abdij van Drongen. (Ed. J. Decavele, J. De Maeyer, P. Quaghebeur, P. Trio), Beernem, Windroos, 2006.
- Omtrent 1302, (Ed. P. Trio, D. Heirbaut, D. Van den Auweele), Universitaire pers, Leuven, 2002.
- La cathédrale Saint-Bavon de Gand du Moyen Âge au Baroque. (Ed. B. Bouckaert), Fondation Royaumont, Royaumont, 2000.
- De Sint-Baafskathedraal in Gent van Middeleeuwen tot Barok, (Ed. B. Bouckaert), Fondation Royaumont, Royaumont, 2000.

### Hoofdstukken in boeken gepubliceerd door internationaal erkende wetenschappelijke uitgevers
- Moordende concurrentie op de memoriemarkt: een eerste verkenning van het fenomeen jaargetijde in de Lage Landen tijdens de late Middeleeuwen (ca. 1250 tot 1550), in: Herinnering in geschrift en praktijk in de middeleeuwse Nederlanden (pp. 14 p), Brussel, Koninklijke Vlaamse academie van België voor wetenschappen en kunsten, 2009.
- The challenge for a medieval centre of industrial growth: Ypres and the drinking-water problem, in: Kosso C., Scott A. (Eds.), The nature and function of water, baths, bathing, and hygiene from Antiquity through the Renaissance (Technology and Change in History 11) (pp. 381-404). Leiden-Boston: Brill, 2009.
- The social positioning of late medieval confraternities in urbanized Flanders: from integration to segration, in: Die multifunktionale Ausrichtung bruderschaftlicher Organisationen im hohen und späten Mittelalter (pp. 100-109), Ostfildern, Thorbecke, 2009.
- Introduction, in: The use and abuse of sacred places in late medieval towns (Ed. Paul Trio en Marjan De Smedt, Mediaevalia Lovaniensia - Series 1/Studia, v. 38) (pp. vii-xii), 2006.
- Lay persons in power. The Crumbling of the Clerical Monopoly on Urban Devotion in Flanders, as a Result of the Rise of Lay Confraternities in the Late Middle Ages, in: Black C., Gravestock P. (Eds.), Early Modern Confraternities in Europe and the Americas. International and Interdisciplinary Perspectives (pp. 53-63), Aldershot-Burlington, Ashgate, 2006.
- (samen met B. Van den Hoven van Genderen,) Old Stories and New Themes: an Overview of the Historiography of Confraternities in the Low Countries from the Thirteenth to the Sixteenth Centuries, in: Jamroziak E., Burton J. (Eds.), Religious and Laity in Western Europe, 1000-1400. Interaction, Negotiation and Power (Europa sacra 2) (pp. 357-384). Turnhout: Brepols, 2006.
- La position des autorités ecclésiastiques et civiles envers les confréries aux Pays-Bas (XIIIe-XVIe siècle), in: Les confréries religieuses et la norme XIIe-début XIXe siècle, Bruxelles, FUSL (pp. 41-53), 2003.
- Les confréries comme expression de solidarité et de conscience urbaine aux Pays-Bas à la fin du Moyen Age, in: Memoria, communitas, civitas: mémoire et conscience urbaines en Occident à la fin du Moyen Âge (Sous la dir. de Hanno Brand e.a.), Ostfildern, Thorbecke (pp. 131-141), 2003.
- Ypres, in: Romanini M. (Eds.), Enciclopedia dell'Arte Medievale vol. 12 (pp. 389-392), 2002.
- De Calvarietriptiek uit de Gentse Sint-Baafskathedraal (derde kwart van de vijftiende eeuw): een nieuw onderzoek naar de opdrachtgever, in: In de voetsporen van Jacob van Maerlant. Liber amicorum Raf De Keyser. Verzameling opstellen over middeleeuwse geschiedenis en geschiedenisdidactiek , Leuven, Universitaire pers (pp. 362-373), 2002.

### Andere hoofdstukken in boeken
- De Ieperse Sint-Jacobskerk als thuishaven voor broederschappen in de 16de eeuw, in: papin k. (Eds.), Sint-Jacobs Ieper: een vergeten monument - een parochie om te onthouden (pp. 145-148). Ieper: Erfgoedcel Ieper, 2009.
- Het fonds Merghelynck in de Koninklijke Bibliotheek te Brussel, in Arthur Merghelynck (1853-1908): passies van een edelman (pp. 37). Gent: Openbaar kunstbezit Vlaanderen, 2008.
- De archivaris, in: Morisse a. (Eds.), Arthur Merghelynck: passies van een edelman (pp. 87-111). Veurne: Stadsbestuur, 2008.
- De religieuze gemeenschap in de middeleeuwen ca. 915 - ca. 1580. Inleiding, in: De Maeyer J., Decavele J., Trio P. (Eds.), De oude abdij van Drongen. Elf eeuwen geschiedenis (pp. 15-19). Beernem: De Windroos, 2006.
- De religieuze gemeenschap in de middeleeuwen ca. 915 - ca. 1580, in: De Maeyer J., Decavele J., Trio P. (Eds.), De oude abdij van Drongen. Elf eeuwen geschiedenis (pp. 45-94). Beernem: De Windroos.
- Pro animabus nostris et antecessorum nostrorum in elemosinam. Memorieviering in de middeleeuwse norbertijnenabdij te Drongen (tot ca. 1580), in: Janssens H. (Eds.), Memorievieringen bij Norbertijnen (Werkgroep Norbertijner Geschiedenis in de Nederlanden. Bijdragen van de contactdag 16) (pp. 49-52). Averbode, 2006.
- Begijnen en bedelorden in de Zuidelijke Nederlanden tijdens de dertiende en veertiende eeuw, in: Geloven in de Lage Landen: scharniermomenten in de geschiedenis van het Christendom / Red. Peter Nissen; bijdragen van Pierre Trouillez e.a. - Leuven: Davidsfonds (pp. 35-49), 2004.
- Kerk en religie in de Middeleeuwen, in: Geschiedenis van Deinze. 1: Deinze en Petegem in de Middeleeuwen en de Nieuwe Tijden / O.l.v. Walter Prevenier e.a. - Deinze: Stad Deinze (pp. 251-290), 2003.
- Een leven vol geschiedenis, in: In de voetsporen van Jacob van Maerlant. Liber amicorum Raf De Keyser. Verzameling opstellen over middeleeuwse geschiedenis en geschiedenisdidactiek / Onder red. van Raoul Bauer e.a. - Leuven: Universitaire pers (pp. 11-18), 2002.
- Vlaanderen de Leeuw: het relaas van de slag bij Kortrijk opnieuw aan de bronnen getoetst, in: Omtrent 1302 / Onder red. van Paul Trio e.a. - Leuven: Universitaire pers (pp. 81-110), 2002.
- Vlaanderen in de twaalfde eeuw: een hoogtepunt in de geschiedenis van het graafschap in: Thomas Becket in Vlaanderen: waarheid of legende? / Eindred. Raoul Bauer. - Kortrijk: Stedelijke musea (pp. 17-36), 2000.
- Aspects de la dévotion populaire à l'église Saint-Jean et à l'église Saint-Bavon jusque vers 1560, in: La cathédrale Saint-Bavon de Gand du Moyen Âge au Baroque / Sous la dir. de Bruno Bouckaert; textes de Erik Duverger e.a. - Royaumont: Fondation Royaumont (pp. 12-45), 2000.
- Trio, P., Carnier, M. La confrérie nommée 'Kalande' réminiscence d'une organisation à base décanale, dans le comté de Flandre au Moyen Age, in: Opsommer R. (Eds.), Ieperse scholen en lenen, schilderijen en criminelen uit velerlei eeuwen (pp. 291-299). Ieper: Stadsarchief Ieper, 1999.

### Papers op internationale bijeenkomsten, achteraf gepubliceerd
- The chronicle attributed to 'Olivier van Diksmuide': a misunderstood town chronicle of Ypres from late medieval Flanders, in : The Medieval Chronicle 5, (Kooper, E. (Eds.)). 5th International conference on the Medieval chronicle. Reading, 2004 (pp. 211-225). Amsterdam-New York (NY): Editions Rodopi B.V., 2008.
- Genealogy, Heraldry and Prosopography. Research Possibilities for 13th-Century Ypres?, in : Genealogica & Heraldica. Handelingen van het XXVI Internationaal congres voor Genealogische en Heraldische Wetenschappen, (Vandewalle, A. (Eds.)) Internationaal congres voor Genealogische en Heraldische wetenschappen, 2006 (pp. 389-402). Brussel: Onroerend Erfgoed, 2006.
- Les confréries comme expression de solidarité et de conscience urbaine aux Pays-Bas à la fin du Moyen Age, in: Memoria, communitas, civitas: mémoire et conscience urbaines en Occident à la fin du Moyen Age. - Paris: Institut historique allemand, (pp. 10-11), 2000.

### Interne of technische rapporten
- Trio, P., De Smet, M., Kuys, J. (2006). Processions and church fabrics in the Low Countries during the late Middle Ages: an inquiry into secular influence on ecclesiastical and religious matters on a local urban level. KUL. Campus Kortrijk. Subfaculteit Letteren. Preprints, 111, 152 pp: Subfaculteit Letteren K.U.Leuven - Campus Kortrijk.
- Trio, P., De Smet, M. (2004). The involvement of the late medieval urban authorities in the Low Countries with regard to the introduction of the Franciscan observance. K.U.Leuven Campus Kortrijk. Subfaculteit Letteren. Preprints, 103, 73 pp: K.U.Leuven. Campus Kortrijk. Subfaculteit Letteren, Kortrijk, 2004.

### Verscheidene uitgaven
- Kroniek: 2000 jaar geschiedenis van de Westhoek kleurrijk verpakt, in: De Westhoek, 24 (3-4), 243-248: Westhoek. Tijdschrift voor geschiedenis & familiekunde in de Vlaamse & Franse Westhoek, 2008.
- Kroniek: Philippe de Commynes, een historiograaf van bij ons met internationale allure: een nieuwe teksteditie en biografie, in: De Westhoek, 23 (1-2), 117-120: Westhoek, 2007.
- Stadsarchief Oudenaarde Evaluatierapport 2007, 2007.
- Historische bronnen Brugge, Brugge: Erfgoedcel Brugge, 2007
- Het oud stadsarchief van Oudenaarde (voor 1830): een kritisch rapport over de inhoudelijke waarde, de actuele conservering en de ontsluiting, Kortrijk, 2005.
- Trio, P., De Smet, M. Van perkament tot byte: bijna 1000 jaar Zonnebeekse abdijgeschiedenis op het PC-scherm, Zonnebeekse heemvrienden, Zonnebeke, 2004.
- Volksdevotionele aspecten in de Sint-Jans- en de Sint-Baafskerk tot omstreeks 1560, in: De Sint-Baafskathedraal in Gent van Middeleeuwen tot Barok / O.l.v. Bruno Bouckaert. - Gent: Ludion, 12-45., 2004